# Belzma nationalpark
Belzma nationalpark är en nationalpark i Algeriet.   Den ligger i provinsen Batna, i den norra delen av landet, 300 km öster om huvudstaden Alger. Belzma nationalpark ligger 1 661 meter över havet.